# Total (album)
Total – składankowy album Martyny Jakubowicz wydany w 1991 roku przez Polton (CDPL-013).
Foto: Władysław Lemm. Projekt graficzny: Magdalena Hollender. W roku 1999 ukazała się reedycja albumu wydana przez Pomaton EMI / Box Music (7243 5 23844 2 6).

## Lista utworów
1. "Blues o zużytych butach i szczęśliwym końcu drogi" (M. Jakubowicz  – A. Jakubowicz) – 4:00
2. "Kretyni i osły" (M. Jakubowicz  – A. Jakubowicz) – 2:22
3. "Albo cacy, albo lili" (M. Jakubowicz  – A. Kołuszko) – 4:15
4. "Kołysanka dla Misiaków (Chcę Ci dać trochę wiary w cud)" (M. Jakubowicz, A. Nowak - A. Jakubowicz) – 6:08
5. "Młode wino" (M. Jakubowicz  – M. Kłobukowski) – 3:44
6. "Ludzie błądzą" (M. Jakubowicz, R. Rękosiewicz  – J. Barański) – 4:07
7. "Gdzieś między" (M. Jakubowicz - A. Jakubowicz) – 3:55
8. "Wschodnia wioska" (M. Jakubowicz – A. Jakubowicz) – 6:02
9. "Gorąca sień" (R. Rękosiewicz - M. Kłobukowski) – 3:52
10. "W domach z betonu" (M. Jakubowicz  – A. Jakubowicz) – 4:55
11. "Stłucz szybę, wyrzuć klucz" (M. Jakubowicz  – A. Jakubowicz) – 3:38
12. "Kiedy będę starą kobietą" (M. Jakubowicz  – A. Jakubowicz, M. Jakubowicz) – 3:42
13. "Wróżba nie służba" (M. Jakubowicz  – M. Kłobukowski) – 3:11
14. "Która to faza" (M. Jakubowicz  – A. Jakubowicz) – 2:55